# Epsy Campbell Barr
Epsy Campbell Barr (ur. 4 lipca 1963 w San José), kostarykańska polityk i ekonomistka, przewodnicząca Partii Działania Obywatelskiego (PAC, Partido Acción Ciudadana) w latach 2005-2009.

## Życiorys
Epsy Campbell jest wnuczką emigrantów, którzy przybyli do Kostaryki z Jamajki. Była czwartym dzieckiem spośród swoich czterech sióstr i dwojga braci.
Uczęszczała do Szkoły Podstawowej im. Ricardo Jiménez Oreamuno w San José, którą ukończyła w 1975. Następnie w latach 1976-1983 kształciła się w liceum oraz uczyła się gry na flecie i saksofonie w Młodzieżowej Orkiestrze Symfonicznej w San José. Epsy Cambpell rozpoczęła studia na Uniwersytecie Kostarykańskim w San José, z czasem jednak przeniosła się do prowincji Limón, gdzie kontynuowała studia w miejscowej filii uniwersytetu. W czasie studiów, które przerwała, założyła rodzinę i wyjechała na 10 lat na Karaiby. Następnie wróciła do San José, gdzie w 1998 ukończyła ekonomię na Uniwersytecie Kostarykańskim.
Epsy Campbell wstąpiła do Partii Działania Obywatelskiego (PAC). W latach 2002–2006 była deputowaną w parlamencie z jej ramienia. W wyborach prezydenckich w 2006 była kandydatką partii na stanowisko wiceprezydenta u boku Ottóna Solísa. Od lutego 2005 do 16 lutego 2009 zajmowała stanowisko przewodniczącej Partii Działania Obywatelskiego.
W latach 1997–2001 Campbell była koordynatorką Sieci Afrokaraibskich i Afrolatynoamerykańskich Kobiet oraz koordynatorką Forum Kobiet ds. Integracji Ameryki Centralnej (1996-2001). Wchodziła również w skład Sojuszu Ludności Pochodzenia Afrykańskiego w Ameryce Łacińskiej i Karaibach.
16 lutego 2009 Epsy Campbell ogłosiła zamiar ubiegania się o nominację prezydencką PAC przed wyborami prezydenckimi w lutym 2010. W partyjnych prawyborach 31 maja 2009 zdobyła jednak tylko 19% głosów i przegrała z Ottónem Solísem (71% głosów).